# 로이 캐롤
로이 에릭 캐롤(영어: Roy Eric Carroll, 1977년 9월 30일 ~ )은 린필드에서 골키퍼로 활약하고 있는 북아일랜드의 축구 선수이다.

## 수상

### 클럽
위건 애슬레틱
- 풋볼 리그 트로피 (1): 1998–99

맨체스터 유나이티드
- 프리미어리그 (1): 2002–03
- FA 커뮤니티 실드 (1): 2003[1]
- FA 컵 (1): 2003–04

올림피아코스
- 수페르리가 엘라다 (1): 2013
- 그리스 컵 (2): 2011–12, 2012–13

### 개인
- 2부 리그 PFA 올해의 팀 (1): 2000
- 덴마크 올해의 골키퍼 (1): 2009
- 북아일랜드 올해의 국가대표팀 선수 (1): 2013